# Sibila de Cleves
Sibila de Cleves (17 de janeiro de 1512 – 21 de fevereiro de 1554) foi Eleitora-consorte do Eleitorado da Saxônia, por casamento com João Frederico I da Saxônia.

## Biografia
Filha de João, O Pacífico, duque de Cleves e irmã da rainha-consorte da Inglaterra, Ana de Cleves, a quarta esposa de Henrique VIII de Inglaterra.
A 9 de Fevereiro de 1527, depois de longas negociações devido ao seu dote, Sibila casou-se em Torgau com o futuro príncipe-eleitor João Frederico I da Saxónia. Da sua união, nasceram quatro filhosː
1. João Frederico II, Duque da Saxónia (8 de Janeiro de 1529 - 19 de Maio de 1595), casado primeiro com a princesa Inês de Hesse; sem descendência. Casado depois com a condessa Isabel do Palatinado-Simmern-Sponheim; com descendência.
2. João Guilherme, Duque de Saxe-Weimar (11 de Março de 1530 - 2 de Março de 1573), casado com a condessa Doroteia Susana do Palatina-Simmern; com descendência.
3. João Ernesto da Saxónia (5 de Janeiro de 1535 - 11 de Janeiro de 1535), morreu com poucos dias de vida.
4. João Frederico III, Duque da Saxónia (16 de Janeiro de 1538 - 21 de Outubro de 1565), nunca se casou nem deixou descendentes.

Após a morte do seu sogro em 1532, João Frederico tornou-se príncipe-eleitor da Saxónia e Sibila tornou-se a sua consorte.
A correspondência trocada entre Sibila e o seu marido enquanto ele esteve preso após a Guerra de Esmalcalde mostra um casal dedicado e íntimo. Entretanto, durante o cerco de Wittenberg, a princesa-eleitora protegeu a cidade na ausência do marido. Para salvar a vida da sua esposa e dos filhos, e para impedir que Wittenberg fosse destruída, João Frederico concedeu a Capitulação de Wittenberg e, depois de abdicar do governo do seu país a favor do duque Maurício da Saxónia, a sua sentença foi alterada para prisão perpétua.
Em 1552, depois de cinco anos preso, o príncipe-eleitor deposto voltou finalmente a reunir-se com a sua família. No entanto, restava-lhes pouco tempo de vida juntosː em 1554 Sibila e João Frederico morreram com um mês de distância um do outro. Foram enterrados na Igreja da Cidade de Weimar.
Tal como o marido, Sibila era uma apoiante firme da Reforma Protestante.

## Genealogia
| Sibila de Cleves | Pai: João III, Duque de Cleves | Avô paterno: João II, Duque de Cleves           | Bisavô paterno: João I, Duque de Cleves           |
| Sibila de Cleves | Pai: João III, Duque de Cleves | Avô paterno: João II, Duque de Cleves           | Bisavó paterna: Isabel de Nevers                  |
| Sibila de Cleves | Pai: João III, Duque de Cleves | Avó paterna: Matilde de Hesse                   | Bisavô paterno: Henrique III, Conde de Alta-Hesse |
| Sibila de Cleves | Pai: João III, Duque de Cleves | Avó paterna: Matilde de Hesse                   | Bisavó paterna: Ana de Katzenelnbogen             |
| Sibila de Cleves | Mãe: Maria de Jülich-Berg      | Avô materno: Guilherme IV, Duque de Jülich-Berg | Bisavô materno: Gerardo VII, Duque de Jülich-Berg |
| Sibila de Cleves | Mãe: Maria de Jülich-Berg      | Avô materno: Guilherme IV, Duque de Jülich-Berg | Bisavó materna: Sofia de Saxe-Lauenburg           |
| Sibila de Cleves | Mãe: Maria de Jülich-Berg      | Avó materna: Sibila de Brandemburgo             | Bisavô materno: Alberto III Aquiles               |
| Sibila de Cleves | Mãe: Maria de Jülich-Berg      | Avó materna: Sibila de Brandemburgo             | Bisavó materna: Ana da Saxônia                    |